# Hollywood Monsters (jeu vidéo)
Pour les articles homonymes, voir Hollywood Monsters.
Pour le jeu iOS, voir The Next BIG Thing.
Hollywood Monsters est un jeu vidéo d'aventure en pointer-et-cliquer développé par Pendulo Studios, édité par Dinamic Multimedia et FX Interactive. Il est sorti en 1997 sur Windows.
Il a pour suite The Next BIG Thing.

## Ventes
Sorti uniquement en Espagne, le jeu s'était vendu à plus de 250 000 exemplaires en 2011.